# Renhagen
Renhagen (samiska: Gárddegiehtje) är en ort i samebyn Unna tjerusj, Gällivare kommun, Norrbottens län. Orten ligger vid Stora Lulevatten längs väg 827.
I augusti 2016 fanns det enligt Ratsit tio personer över 16 år registrerade med Renhagen som adress. Rocksångerskan Mandy Senger är boende på orten.